# Sateenkaarifilmi
Sateenkaarifilmi – finlandzka wytwórnia filmowa.
Wytwórnia została założona w 1979, zaprzestała działalności w 1999. Była częścią North Finland Film Commission.
We wczesnych latach 80. wyprodukowała kilka filmów, w tym m.in. Aidankaatajat eli heidän jälkeensä vedenpaisumus (1982).

## Filmografia
- Lasse Viren[1] (1980)
- Täältä tullaan, elämä![1][2] (1980)
- Elämän puolesta[1] (1981)
- Syöksykierre[1][3] (1981)
- Aidankaatajat eli heidän jälkeensä vedenpaisumus[1][2][3] (1982)
- Iso vaalee[1][3] (1982)
- Koomikko[1][2] (1983)